# Soo-Hyun Park
Soo-Hyun Park (Japans: 朴守賢, Park Soo-Hyun) (Osaka, februari 1980) is een Japans componist, dirigent en klarinettist van oorspronkelijk Koreaanse afkomst.

## Levensloop
Park studeerde compositie, HaFa-directie en klarinet aan het Osaka College of Music in Toyonaka, Osaka. Tegelijkertijd studeerde hij kunst aan de Kyoto University of Art and Design in Sakyo-ku. Al tijdens zijn studie kreeg hij voor zijn composities prijzen zoals tijdens het Asian Music Festival in 2003 in Tokio, georganiseerd door de Asian Composers League (ACL). Verder ontving hij de 3rd ACL-Korea Young Composers Award in Seoel, een 1e prijs bij het 15th Daegu International Contemporary Music Festival en een prijs tijdens de 10th Kyoen~21 Century's Wind Music Competition in Tokio. Hij werd van de Taiwanese blaasmuziekfederatie uitgenodigd aan het festival 2007 South Projection of Taiwan als gast-componist deel te nemen. In 2009 werd zijn compositie White Dance bekroond tijdens de World Music Days georganiseerd door de International Society for Contemporary Music (ISCM) in Zweden. Het volgden verdere internationale erkenningen en prijzen.
Als componist schrijft hij werken voor orkest, harmonieorkest, kamermuziek en filmmuziek. Zijn werk Ten Drum Art Pecussion Group was genomineerd voor de 9e Grammy Award. Zijn werk White Dance was in 2009 geselecteerd voor de uitvoering tijdens de "World Music Days" in Zweden, georganiseerd door de International Society for Contemporary Music (ISCM). Hij is lid van de Kansai Modern Music Association in Japan.

## Composities

### Werken voor orkest
- 2003 Moral Panic!, voor kamerorkest
- 2010 Nianhua, voor orkest

### Werken voor harmonieorkest
- 1999 Germination Suite
  1. Intrada
  2. Intermezzo
  3. Finale
- 2000 Fanfare "Try to 0"
- 2001 rev.2003 Symphonic Game
  1. Action
  2. Love
  3. Solitaire
  4. Life
- 2002 Mercarea Overture
- 2003 Dynamic Soul ~by the rhythm of the Yeong Nam Samllori
- 2004 Candle March
- 2005 Tour notes "Mannam"
- 2006 The Sanctuary in evening
- 2007 Prelude for Windorchestra
- 2008 White Dance
- 2008 rev.2009 Odolttogi Rhapsody
- 2010 Dream in Dream March

### Vocale muziek

#### Liederen
- 2008 KO TO BA, voor 3 zangstemmen en piano
- 2009 The Line 38, voor 3 zangstemmen en piano
- 2010 I won't lose against rain, voor zangstem, blokfluit en piano

### Kamermuziek
- 1999 Acropolis, voor klarinet en piano
- 1999 Destination, voor klarinetkwartet
- 1999 Music, voor viool en piano
- 2000 Blaaskwintet "Irony"
- 2000 Pharisees, voor dwarsfluit, cello en piano
- 2000 Zenobia, voor sopraansaxofoon (of altsaxofoon) en piano
- 2002 The memory of water ~Dialog~, voor besklarinet en A-klarinet
- 2004 Sarang, voor spreker, klarinet en contrabas
- 2004 Fratarnization of Spirits, Koreaans slagwerk en kamerensemble
- 2004 Monkey Bus, voor saxofoonkwintet
- 2004 A trip to retrace something, voor dwarsfluit, klarinet, altsaxofoon en piano
- 2004 Divertimentos, voor klarinet, trombone en piano
- 2005 Lovely Largo, voor klarinet en piano
- 2005 Arirang Fantasy, voor klarinetkwartet (of klarinet en piano)
- 2006 Stray Birds, voor spreker, klarinet en contrabas
- 2006 Overture "Asian Winds", voor Aziatisch traditioneel slagwerk en 2 melodie-instrumenten
- 2007 The South Legend, voor bawu en piano
- 2008 Friends of Drum, voor Japans, Koreaans en Taiwanees slagwerk en fluiten
- 2008 M City, voor klarinet en piano
- 2008 The White Story, voor trompet, trombone en piano
- 2008 The Final Farewell Letter, voor spreker, klarinet en contrabas
- 2009 Another crossroads, voor klarinet en piano
- 2009 White Village, voor sopraanblokfluit en pianica
- 2009 The Life of the Village "Asia", voor koperoctet
- 2009 Floud Images, voor klarinet en piano
- 2010 Spiritual Sword, Rewascent Spirit, voor Taiwanese trommen en Chinese instrumenten

### Werken voor piano
- 2004 Etude nr.1

### Werken voor traditionele Koreaanse instrumenten
- 2005 Ta-Myun-Mu-Sang, voor Taegeum (traditionele Koreaanse fluit)